# Vireó pitgrís
El vireó pitgrís (Hylophilus semicinereus) és un ocell de la família dels vireònids (Vireonidae).

## Hàbitat i distribució
Habita la selva pluvial, a les terres baixes a l'est de Colòmbia i sud de Veneçuela, Guaiana Francesa, Brasil amazònic i extrem nord-est de Bolívia.